# André Mareschal
André Mareschal, né en 1601 ou 1605 et mort vers 1648, est un poète et auteur de théâtre français.

## Biographie
On connaît peu de choses sur la vie de Mareschal. Certainement d'origine lorraine, il étudie le droit et devient avocat en Parlement de Paris avant 1630. Il a probablement été le bibliothécaire de Gaston d'Orléans jusqu'à la fin de l'année 1632. Richelieu l'oblige alors à quitter ce protecteur ennemi du pouvoir, mais ne le contraint pas à l’exil. Le 30 juin 1643, il est chargé de préparer le contrat de l'Illustre Théâtre, qui réglementait les droits des auteurs et acteurs au sein de la troupe de Molière[réf. nécessaire]. Après la publication du Dictateur romain en 1646, l'auteur ne publie plus aucune œuvre, mais il semble qu'il soit mort en 1648.

## Œuvres
Poèmes
- 1625 : Les Feux de joye de la France sur l’Heureuse Alliance d’Angleterre
- 1627 : Recueil des plus beaux vers
- 1630 : Autres Œuvres poétiques
- 1641 : Portrait de la jeune Alcidiane

Roman
- 1627 : La Chrysolite ou le Secret des romans

Théâtre
- 1631 : La Généreuse Allemande ou le Triomphe d'amour, tragi-comédie.
- 1634 : La Sœur valeureuse ou l'Aveugle amante, tragi-comédie.
- 1635 : L’Inconstance d’Hylas, tragi-comédie pastorale.
- 1637 : Le Railleur ou la Satyre du temps, comédie.
- 1642 : Le Mauzolée, tragi-comédie régulière.
- 1640 : Le Véritable Capitan Matamore ou le Fanfaron, comédie.
- 1640 : La Cour Bergère ou l'Arcadie de messire Philippes Sidney, tragi-comédie.
- 1645 : Le Jugement équitable de Charles le Hardy, dernier duc de Bourgoigne, tragédie.
- 1646 : Le Dictateur romain, tragédie.

## Sources
- Durel Lionel Charles, L'Œuvre d'André Mareschal, auteur dramatique, poète et romancier de la période de Louis XIII, Baltimore, J. Hopkins Studies XXIII, 1932.
- Jurgens Madeleine et Maxfield-Miller Elizabeth, Cent ans de recherches sur Molière, sur sa famille et sur les comédiens de sa troupe, Paris, Imprimerie nationale, 1963, p. 224-226.